# العلاقات الغواتيمالية الميانمارية
العلاقات الغواتيمالية الميانمارية هي العلاقات الثنائية التي تجمع بين غواتيمالا وميانمار.

## مقارنة بين البلدين
هذه مقارنة عامة ومرجعية للدولتين:
| وجه المقارنة                                              | غواتيمالا       | ميانمار          |
| --------------------------------------------------------- | --------------- | ---------------- |
| المساحة (كم2)                                             | 108.89 ألف      | 676.58 ألف       |
| عدد السكان (نسمة)                                         | 17.26 مليون     | 53.37 مليون      |
| الكثافة السكانية (ن./كم²)                                 | 158.51          | 78.88            |
| العاصمة                                                   | غواتيمالا       | نايبيداو، يانغون |
| اللغة الرسمية                                             | اللغة الإسبانية | اللغة البورمية   |
| العملة                                                    | كتزال غواتيمالي | كيات ميانماري    |
| الناتج المحلي الإجمالي (بليون دولار)                      | 75.62 مليار     | 69.32 مليار      |
| الناتج المحلي الإجمالي (تعادل القوة الشرائية) بليون دولار | 126.21 مليار    | 282.95 مليار     |
| الناتج المحلي الإجمالي الاسمي للفرد دولار أمريكي          | 3.90 ألف        | 1.16 ألف         |
| الناتج المحلي الإجمالي للفرد دولار أمريكي                 | 7.45 ألف        |                  |
| مؤشر التنمية البشرية                                      | 0.627           | 0.536            |
| رمز المكالمات الدولي                                      | +502            | +95              |
| رمز الإنترنت                                              | .gt             | .mm              |
| المنطقة الزمنية                                           | 00              | ت ع م+06:30      |

## منظمات دولية مشتركة
يشترك البلدان في عضوية مجموعة من المنظمات الدولية، منها:
| علم المنظمة | اسم المنظمة                        | تاريخ انضمام غواتيمالا | تاريخ انضمام ميانمار |
| ----------- | ---------------------------------- | ---------------------- | -------------------- |
|             | مؤسسة التنمية الدولية              | 27 أبريل 1961          | 5 نوفمبر 1962        |
|             | المنظمة الهيدروغرافية الدولية      | ?                      | ?                    |
|             | مؤسسة التمويل الدولية              | 20 يوليو 1956          | 3 ديسمبر 1956        |
|             | منظمة حظر الأسلحة الكيميائية       | ?                      | ?                    |
|             | يونسكو                             | 2 يناير 1950           | 27 يونيو 1949        |
|             | الأمم المتحدة                      | 21 نوفمبر 1945         | 19 أبريل 1948        |
|             | الاتحاد الدولي للاتصالات           | 10 يوليو 1914          | 15 سبتمبر 1937       |
|             | منظمة الشرطة الجنائية الدولية      | ?                      | ?                    |
|             | البنك الدولي للإنشاء والتعمير      | 28 ديسمبر 1945         | 3 يناير 1952         |
|             | الاتحاد البريدي العالمي            | ?                      | ?                    |
|             | وكالة ضمان الاستثمار متعدد الأطراف | 11 يوليو 1996          | 16 ديسمبر 2013       |
|             | منظمة التجارة العالمية             | ?                      | ?                    |

## وصلات خارجية
- موقع وزارة الخارجية الغواتيمالية
- موقع وزارة الخارجية الميانمارية